# Salentin
Le salentin (en salentin : salentinu, italien : salentino) est une langue appartenant au groupe des langues romanes de la famille des langues indo-européennes. Elle désigne un ensemble homogène d'idiomes romans du groupe méridional extrême répartis dans le Salento et divisés en trois variantes principales: brindisien, leccese et méridional. 
Même si les trois variantes ont des particularités physiologiques qui les distinguent les unes des autres, elles ne diffèrent pas au point d'en compromettre la compréhension mutuelle. En revanche, il n'y a pas de pleine compréhension mutuelle entre les locuteurs salentins et deux des autres dialectes italiens méridionaux extrêmes. 
Aujourd'hui, le salentin est encore parlé quotidiennement, bien que son utilisation soit limitée à des contextes informels et soit principalement orale. Il existe des exemples d'utilisations littéraires complètes avec des concours (principalement de poésie) et des représentations théâtrales.

## Classification et géographie linguistique
Le salentin fait partie des langues romanes, plus précisement des dialectes italiens méridionaux extrêmes.
Dans l'aire de ce dialecte se situe une enclave linguistique, la Grèce salentine, où est parlé le griko. Il s'agit véritablement d'un dialecte grec. L'arberèche, variété linguistique du tosque, est encore parlé à San Marzano di San Giuseppe et dans deux communes de la province de Foggia.
Le salentin est au contact des dialectes apuliens, appartenant au groupe des dialectes italiens méridionaux, dont le tarentin. Dans le Basilicate proche, on parle des dialectes lucaniens appartenant également au groupe des dialectes italiens méridionaux et des dialectes gallo-italiques. Dans la province de Foggia au nord des Pouilles, on trouve une enclave faetar.
À quelques heures de bateau, on arrive sur des terres dont la langue est le calabrais à l'ouest, l'albanais ou le grec à l'est.

## Territoire et histoire
Le Salento fait partie de la Grande-Grèce. Les Messapiens se sont hellénisés culturellement et linguistiquement au contact des Grecs,. Au contraire des Gaulois, des Ibères et de bien d'autres peuples, les Grecs de l'Antiquité (du Salento et de Grèce) n'abandonnèrent pas leur langue.
Le territoire du Salento faisait partie du territoire byzantin de l'Italie du IXe siècle. Le grec était parlé dans ces territoires, et a survécu dans certaines zones du Salento où il est connu comme griko.
Au XIe siècle, les Normands conquièrent le Salento de langue grecque et commencent sa relatinisation. La relatinisation des Normands avait un caractère à la fois politique et religieux, puisqu'elle marquait le passage de l'église orthodoxe grecque à l'église de Rome, mais surtout de l'islam au christianisme (l'arabisation avait suivi le chemin inverse).
Cette relatinisation ne se fait pas avec le latin classique, mais avec le latin ecclésiastique de l'époque, déjà bien évolué en direction des langues romanes modernes.

## Particularités
La distinction entre dialectes salentins et dialectes pouillais septentrionaux (apulien) se retrouve dans la phonétique :
- Le dialecte salentin conserve intacts les groupes du latin comme « nt », « nc », « mp », « ng », « mb » alors que le dialecte des Pouilles septentrionales tend à les rendre sonores : à Bari, on dira candare mais à Lecce, on dira cantare (chanter). À Bari, on dira angora mais à Lecce, on dira ncora (encore). À Bari, on dira tembo mais à Lecce, on dira tiempu (temps). À Bari, on dira penziero mais à Lecce, on dira penzieru (pensée).
- Une des caractéristiques du salentin est la présence du son cacuminal (ddhr), comme dans « cavaddhru » (cheval), qui se dira par contre « cavàddë » (avec un « d » double prononcé mais pas cacuminalisé) dans les dialectes des Pouilles septentrionales. Cependant, dans les dialectes salentins on trouve le groupe latin « nd », qui n'est pas toujours conservé puisqu'on retrouve aussi bien « quannu » et « quandu » alors que dans les dialectes pouillais du Nord on trouve toujours « quànnë ».
- Dans les dialectes salentins, on ne note pas de changements vocaliques importants : son système vocalique maintient les a et les e ouverts et fermés, surtout en fin de mot. Ainsi, casa (maison) est prononcée « càsa » alors qu'à Bari (en Pouilles du Nord), on dira « càsë ». Effectivement, dans les dialectes des Pouilles septentrionales, on note la présence d'un « a » palatisé en diphtongue (le latin « frater » devient « freutë ») ou pour la transformation de la voyelle i en « öi » ou en « ei », ce qui donne « gaddöine » ou « gaddeine » qui se dira différemment en salentin : « caddhina » (poule).

### Signes conventionnels phonétiques dialectaux
Pour écrire le salentin, on ajoute à l'alphabet italien les caractères suivants, :
- ā, ē : sons longs ;
- è, ó : \ɛ\, \o\ sons ouverts ;
- é, ò : \e\, \ɔ\ sons fermés ;
- ə : \ə\ comme le « e » de « brebis » ;
- ï : comme en français, les deux voyelles se prononcent séparemment ;
- ć : \t͡ʃ\ comme dans l'italien « merce » ;
- ǵ : \ɡ\ comme dans l'italien « lungi »  ;
- ḍ : \ɖ\ son cacuminal inversé. Parfois écrit dans la littérature régionale « ddh », « ddr », « ddhr », voire « gd » ou « ‹ δδ › » ;
- ṭ : \ʈ\ son cacuminal inversé sourd, utilisé avec un « r » le suivant pour donner « ṭr » ;
- ḣ : \x\ comme en allemand « machen » ;
- k : \k\ comme dans « kaki » ;
- χ : \ç\ comme dans l'allemand « ich » ;
- šc : \ʃ.ʃ\ comme dans l'italien « lascio », « angoscia », « ascensore » ;
- š : \ʃ\ comme dans « chien » ;
- ś : \z\ doux et sonore, comme dans l'italien « sbarcare » ;
- w : \w\ comme dans « water » en anglais ;
- z : z sourd, comme l'italien « zampa » ;
- ź : \d͡z\ sonore, comme l'italien « zona » ;
- ž : \ʒ\ comme le j de « journal ».

## Variantes du salentin
Malgré les caractéristiques dialectales mentionnées ci-dessus et réparties uniformément dans tout le Salento, le salentin est un idiome qui, comme la plupart des langues italiques, a des constructions et des expressions phonétiques qui se sont développées au cours de l'histoire de manière différenciée et non uniforme. Le salentin est ainsi divisé en :
- brindisien ou salentin septentrional, qui correspond à la région de Brindisi, qui en plus de la province de Brindisi comprend également la partie orientale de la province de Tarente;
- leccese ou salentin central, qui comprend une partie de la province de Lecce ;
- salentin méridional, parlé dans la zone au sud de la ligne Gallipoli-Maglie-Otranto. Dans cette dernière variante, on distingue parfois le dialecte de Gallipoli (caddhripulinu), parlé dans la région de Gallipoli, qui présente certaines caractéristiques communes avec le brindisien et le leccese.

Selon Oronzo Parlangeli, l'arrivée des Byzantins dans la Terre d'Otrante a été la raison de la cassure de l'unité linguistique préexistante : la variante méridionale est restée la variante plus conservative, le brindisien au nord a été plus ouvert aux innovations venant du reste de l'Italie, et la variante du leccese central n'a accepté que les innovations provenant du nord du Salento.
Deux innovations en particulier définissent la distinction à l'intérieur du salentin : la métaphonie et la diphtongation conditionnée. De telles innovations déterminent les caractères des trois systèmes vocaux du Salento :
- Système napolitain pour le brindisien ;
- Système sicilien pour le salentin méridional ;
- Système intermédiaire pour le leccese.

## Exemples

### Citation
Citation de Giuseppe De Dominicis (Lecce 1869-1905), poète salentin.
Dialecte leccese
« De nanti, mare e mare! Fenca rria la ista ete nnu specchiu nnargentatu, pràcetu, sotu…

A ffundu, comu sia ca lu celu allu mare stae mmescatu. »
Italien
« Di fronte, mare e mare! Fin dove arriva la vista è uno specchio d’argento, placido, fermo…

come se in fondo il cielo stesse mescolato col mare »
Français
« En face, mer et mer ! Jusqu'où s'arrête la vue, c'est un miroir d'argent, calme, ferme…

comme si au fond le ciel était mélangé avec la mer ».

### Air traditionnel
Donna ci stai alle cambare, air traditionnel (sérénade) du leccese.
Dialecte leccese
Donna ci stai alle cambare 'nserrata

E ieu stau qua ffore e oju mo le friscure

Mo screni Nenna se me porti amore

E Cristu trona a derlampa e ieu qua ffore

Lu chiovere me pare n'acque rosata

E lu nivicare nu campu te fiori

Lu dderlampare na 'lettricitata

E lu tronicare musiche d'amore

Mò screni Nenna se me porti affettu

E Cristu trona e derlampa e ieu quai te spettu.
Italien
Donna che stai chiusa nelle camere

E io sto qui fuori e prendo fresco.

Adesso scendi Nenna se mi porti amore

E Cristo tuona e manda fulmini, e io qua fuori.

La pioggia mi sembra acqua di rose

E il nevicare un campo di fiori

I fulmini una luce elettrica

E il tuonare musiche d'amore.

Adesso scendi se senti affetto per me

E Cristo tuona e manda fulmini e io qua ti aspetto.

Français
Femme tu es enfermée dans la maison

Et je suis ici dehors à prendre le frais.

Maintenant descends Nenna si tu m'apportes l'amour

Et le Christ tonne et envoie des éclairs, et moi ici dehors.

La pluie me semble être de l'eau de rose

Et la neige un champ de fleurs

Les éclairs une lumière électrique

Et le tonnerre une musique d'amour.

Maintenant descends si tu ressens de l'affection pour moi

Et le Christ tonne et envoie des éclairs, et moi je t'attends ici.